# Winchester Модель 42
Winchester Model 42 американська помпова рушниця, яку розробив Вільям Ремер в 1932 році, а виробництвом займалася компанія Winchester Repeating Arms Company в період з 1933 по 1963 роки. По суті це була зменшена Модель 12, Модель 42 стала першим дробовиком спеціально розробленим під набій .410 калібру.

## Історія
Розроблений в 1932 році головним інженером компанії Winchester Вільфмом Ремером, Модель 42 став першим дробовиком розробленим під набій .410 калібру. Зброя була представлена в бурхливий для компанії час, під час Великої депресії. Модель 42 активно продавав Джон Олін, тодішній власник компанії Winchester.
Зброю продавали під девізом "Everyone's Sweetheart". Модель 42 рекламували як легку зброю, якою можуть користуватися діти та жінки через відсутність відбою. Модель 42 була помірно успішною. Було виущено 164800 одиниць, які користувались популярністю серед стрільців. Виробництво Моделі 42 було припинено разом з іншими зразками зброї компанії Winchester через підготовку до реструктуризації компанії в 1964 році.
Після придбання компанією Fabrique Nationale компаній Winchester та Browning на початку 1990-х, вони повернули виробництво Моделі 42 на деякий час. Бельгійці випустили приблизно 7000 рушниць на заводі Міроку в Японії в період з 1991 по 1993 роки. На більшості одиниць було нанесено штамп Browning Model 42, але приблизно 850 одиниць мали штампування Winchester.

## Конструкція
Модель 42 є зменшеним варіантом Моделі 12, а тому робота механізмів дуже схожа. Модель 42 є розбірною. Для полегшення перевезення та зберігання її можна розібрати на дві частини. Більшість рушниць продавалися зі стволами довжиною 26 або 28 дюймів (660 або 710 мм), але з 1934 року стрільці могли замовляти різні стволи, оскільки зброя мала фіксовані чоки. Це дозволяло мати ствол для стрільби по тарілках, а потім замінити його на повний чок для стрільби по качках.

## Боєприпаси
Модель 42 розрахована лише на рушничні набої .410 калібру. В Моделі 42 безпечно використовувати набої споряджені кулями з м'яких металів, таких як свинець, вісмут або Kent Tungsten-Matrix через тонкі стінки стволів. Сталеві кулі занадто тверді і можуть зруйнувати ствол.

## Варіанти
Модель 42 має п'ять варіантів: Standard, Deluxe, Trap, Skeet та Pigeon. Крім того, на зброю на заводі могли встановлювати компенсатор Lyman Cutts, який дозволяв зменшити відбій і підкидання стволу, що полегшувало наведення на ціль для наступного пострілу. Але таких рушниць дуже мало.